# 田中新一
田中新一（1893年3月18日—1976年9月24日）是日本大正、昭和時代的陸軍軍官。 最終軍階是中將。
大正2年（1913年）5月自陸軍士官學校25期畢業後，歷任参謀本部第一部長、第18師團長、緬甸方面軍參謀長等重要職務。